# Zdechovice

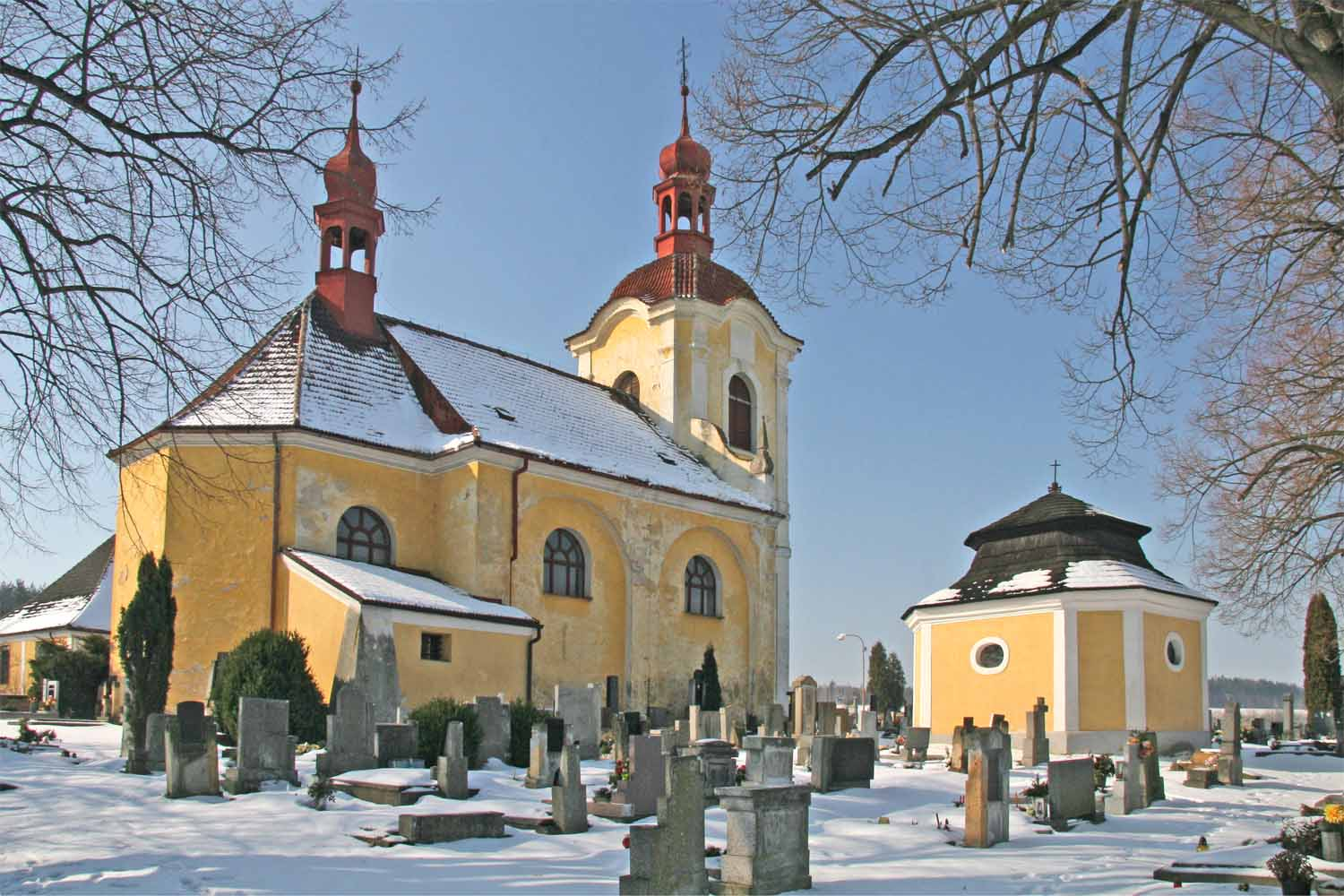
Kirche St. Peter und Paul

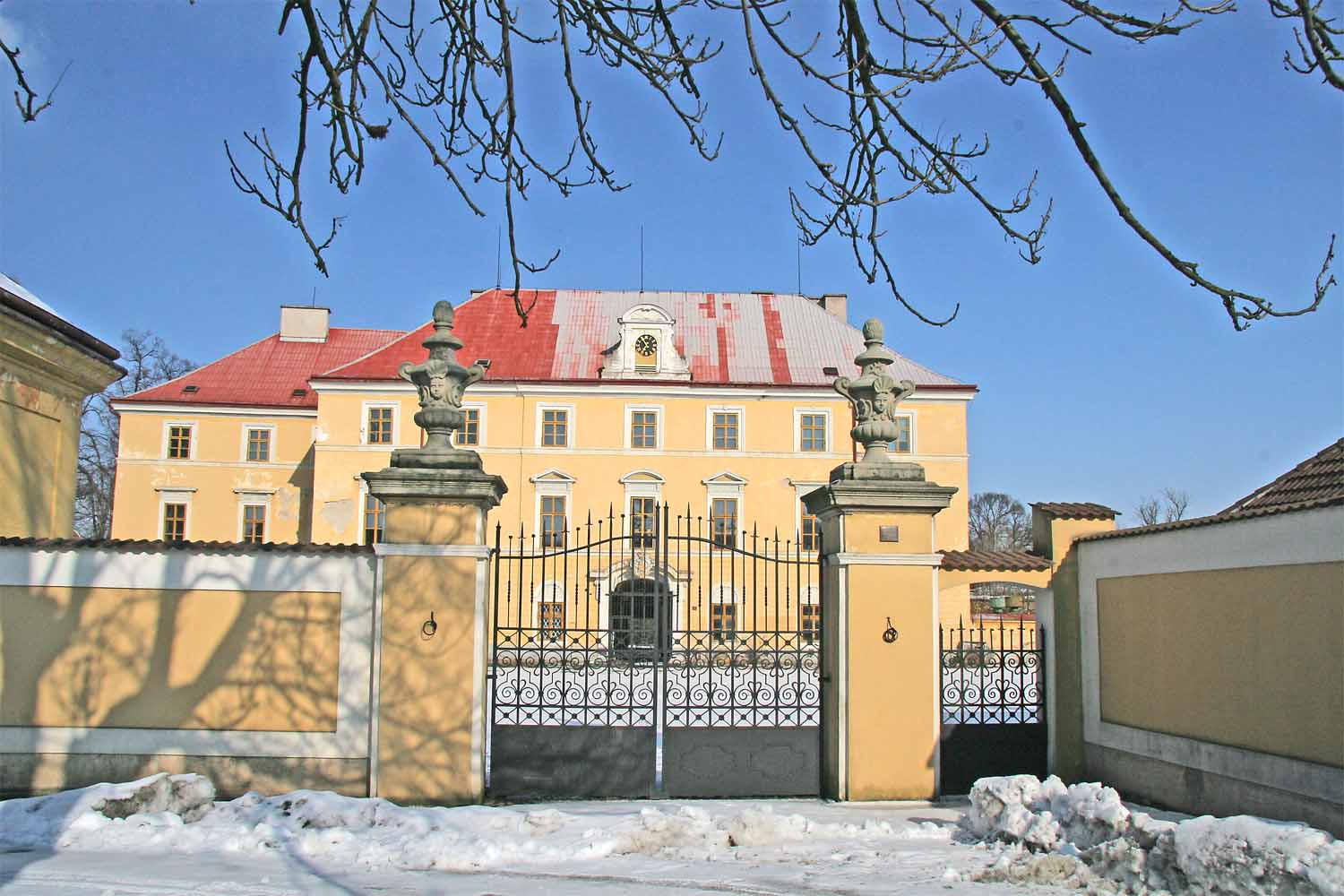
Schloss Zdechovice

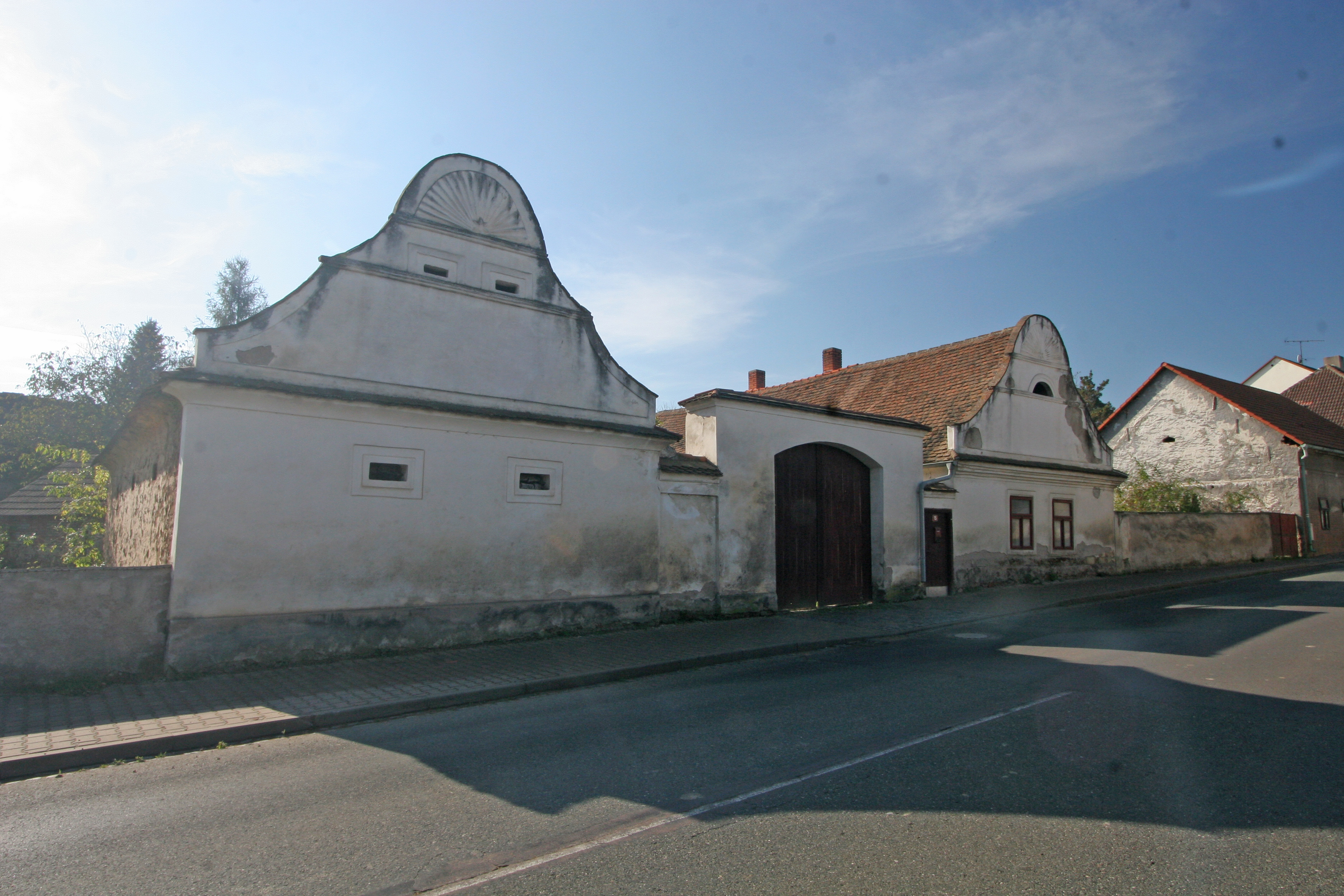
Hruša-Gut Nr. 15 in Zdechovice

Zdechovice (deutsch Sdechowitz, auch Zdechowitz) ist eine Gemeinde im Okres Pardubice in Tschechien. Sie liegt sieben Kilometer südwestlich von Přelouč.

## Geographie
Zdechovice befindet sich in der zum Eisengebirge (Železné hory) gehörigen Chvaletická hornatina (Chwaletitzer Hügelland) in der Talmulde des Baches Morašický potok und seines Zuflusses Červený potok. Nördlich des Dorfes liegen die Teiche Pazderna und Pilský černý rybník, östlich der Ovčín. Westlich erhebt sich der Strážník (ehemals 268 m n.m.), die Felskuppe wird durch einen Granitsteinbruch größtenteils abgebaut. Nordwestlich befindet sich das Kraftwerk Chvaletice.
Nachbarorte sind Trnávka und Řečany nad Labem im Norden, Labětín und Spytovice im Nordosten, Kozašice und Jankovice im Osten, Seník, Krasnice und Morašice im Südosten, Koukalka, Brambory, Vinice, Hajný, Podlesí, Svobodná Ves und Horka I im Süden, Katovna, Borek und Horušice im Südwesten, Zbraněves, Strážník und Bernardov im Westen sowie Hornická Čtvrť und Chvaletice im Nordwesten.

## Geschichte
Der Legende nach soll im Jahre 677 Boták, ein Verwandter von Krok, in der Gegend Eisengruben angelegt und einen Hof gegründet haben dem er den Namen Zděkowice gab.
Bei Kanalisationsarbeiten wurde 1998 auf dem Dorfplatz in 4,5 m Tiefe frühzeitliche Eisenschlacke aufgefunden, die möglicherweise aus der Römerzeit stammen könnte.
Die erste schriftliche Erwähnung von Zdechovice erfolgte nach der Chronik des Václav Hájek z Libočan im Jahre 1352. Im Zusammenhang mit der Einführung eines Pfarrers in Žehušice wurde 1361 auch ein Pleban von Zdechovice genannt. Nach alten Nachrichten soll sich in Zdechovice zuvor eine Propstei der Tempelherren befunden haben. Ab 1373 ist Ješek von Zdechovice als Besitzer der Feste Zdechovice nachweislich. 1493 gehörte die Feste dem Jan Voděra von Sekyřice, ihm folgte Petr Sekerský von Voděrady.  Von den Sekerský von Voděrady fielen die Güter Zdechovice und Telčice wegen Überschuldung an Vladislav II., der sie 1507 an Nikolaus Trčka von Lípa verpfändete.
Nachdem die böhmischen Stände zwei Jahre später gegen die Verpfändung des königlichen Gutes Zdechovice protestierten, löste der König das Pfand wieder ein. 1515 gelangte das Gut Zdechovice mit den Dörfern Zdechovice, Telčice, Chvaletice, Trnávka, Řečany, Labětín und Spytovice im Zuge eines Vergleichs mit Zdeniek Lev von Rosental an diesen als Schuldausgleich.
1521 erhielt Václav Lorecký von Elkouš das königliche Gut als Pfand. Im Jahre 1523 wurde Peter Suda von Řenče durch König Ludwig II. für die Abtretung seiner Güter Janovice und Veselí mit dem Pfand Zdechovice entschädigt. Die erste Erwähnung des Schlosses erfolgte 1542, es war zu dieser Zeit noch ein hölzerner Bau. Ab 1555 besaß Peters Sohn Sigmund von Řenče das Gut, ihm folgten 1558 Karl von Zierotin und ab 1570 dessen Sohn Johann Lukas von Zierotin. Letzterer veräußerte das Gut 1585 an Hynko Vrabský Tluksa von Vrabí. Nachfolgende Besitzer des Gutes waren Kerunk Mikuláš Vrabský Tluksa und um 1630 Václav Vrabský von Vrabí. 1639 wurde der Hof Zdechovice von den Truppen des schwedischen Generals Banér niedergebrannt. 1642 erwarb Wenzel d. Ä. Wieschnik von Wieschnik (Václav st. Věžník z Věžník) das Gut. Im Jahr darauf zogen erneut ein schwedisches Heer unter General Torstensson auf dem Weg von Kuttenberg nach Pardubitz durch Zdechovice. Ab 1685 gehörte das Gut dem Bernhard Wieschnik, der auch die Herrschaft Neuhof besaß. Er trat das Gut 1710 seinem Sohn Leopold Wieschnik ab. Dieser ließ 1716 die barocke Kirche St. Peter und Paul erbauen. 1722 verkaufte er das Gut für 130.000 Gulden an den Oberst-Erblandpostmeister Karl Josef Graf von Paar. Drei Jahre später erbte dessen Sohn Leopold Graf von Paar Zdechovice.
Im April und Mai 1742 sowie im August 1744 zogen während des Österreichischen Erbfolgekrieges mehrmals preußischen Truppen plündernd durch den Ort. 1744 erbte Johann Wenzel Graf von Paar das Gut von seinem Vater. 1785 brannte die Mahl- und Sägemühle am Pazderný rybník ab. Nach den Toleranzpatenten war nur noch ein Drittel der Bevölkerung katholisch; der Pfarrer Fischer schrieb 1786, das von den Bewohnern seiner Pfarrei 511 katholisch und tausend andersgläubig waren. Ab 1792 war Karl Reichsfürst von Paar Besitzer des Gutes, er vererbte es 1819 seinem gleichnamigen Sohn. Beim Großfeuer im Oktober 1802 wurde zusammen mit dem größten Teil des Dorfes auch das Schloss gänzlich zerstört und im Jahr darauf neu errichtet. Der im 18. Jahrhundert erloschene Eisenbergbau wurde in der ersten Hälfte des 19. Jahrhunderts kurzzeitig wieder aufgenommen.
Im Jahre 1835 umfasste das Allodialgut Zdechowitz eine Nutzfläche von 4127 Joch 1224 Quadratklafter. Auf seinem Gebiet, zu dem die Ortschaften Zdechowitz, Chwalletitz, Teltschitz, Trnawka, Řetschan, Labietin, Spittowitz und Senik gehörten, lebten 2749 Personen, von denen ein Drittel Katholiken waren, sowie 231 augsburgischen, 200 reformierten und zehn jüdischen Familien. Haupterwerbsquelle bildete die Landwirtschaft, wobei er im Umkreis von zwei Meilen verbreitete Anbau von Schwaden oder Himmeltau eine lokale Besonderheit darstellte. Die Herrschaft bewirtschaftete zwei Meierhöfe; zu dem in Zdechowitz gehörte eine Schafzucht, zu dem in Teltschitz ein Hammelhof. Die herrschaftlichen Wälder gliederten sich in die Forstreviere Zdechowitz und Trnawka. Bei Teltschitz wurde ein obrigkeitlicher Kalksteinbruch betrieben, die Eisenerzvorkommen wurden mangels eigener Eisenhütte nicht mehr abgebaut. Das Dorf Zdechowitz, auch Zdiechowitz, Zdechowice bzw. Zděchowice genannt, war der Amtsort des Dominiums und bestand aus 92 Häusern, in denen 583 Personen, darunter 31 augsburgischen, 20 reformierten und vier jüdische Familien, lebten. Im Ort gab es ein obrigkeitliches Schloss, einen Meierhof, eine Schäferei, ein Bräuhaus, ein Branntweinhaus, einen Fasangarten, ein Jägerhaus, ein Wirtshaus, einen Kramladen und eine Haussynagoge. Unter obrigkeitlichen Patronat standen die Pfarrkirche St. Peter und Paul sowie die Schule. Nördlich lagen zwei Mühlen – eine unterm Pilsker Teichdamm, die andere unterm Pazderner Teichdamm. Außerdem befanden sich abseits die Abdeckerei  am Walde Kaupal sowie die aus drei Wohnhäuschen bestehende Einschicht Stara Pila (Stará Pila). Zdechowitz war Pfarrort für sämtliche Dörfer des Dominiums sowie für Moraschitz, Horuschitz und Zbraniowes. Am 3. Juli 1842 breitete sich durch starken Wind ein Ortsbrand aus und vernichtete 22 Häuser.
Nach der Aufhebung der Patrimonialherrschaften bildete Zděchovice ab 1849 eine Gemeinde im Gerichtsbezirk Přelauč. 1865 zerstörte ein Großbrand drei Häuser, 1867 brannten erneut vier Chaluppen ab. Ab 1868 gehörte die Gemeinde zum Bezirk Pardubitz. 1873 weilte Kronprinz Rudolf als Gast der Grafen von Paar auf Schloss Zdechowitz. Im Jahre 1884 wurde ein eingeschossiges Schulhaus errichtet. Drei Jahre später erfolgte der Bau des Gemeindehauses, in dem die Feuerspritze untergebracht und eine Arrestzelle eingerichtet wurde. Ein Hagelsturm hinterließ am 20. Mai 1888 große Schäden auf den Feldern, zudem wurde die Straßenbrücke zum Schlosshof fortgerissen und die Parkmauer stützte ein. Die Grafen von Paar verkauften das Schloss 1889 an den Prager Eisenbahnbauunternehmer Jan Schebek, der es seiner Tochter Amalie und dem Schwiegersohn Otto Mettal überließ. Beim Zensus von 1891 lebten in den 96 Häusern von Zdechovice 650 Personen, darunter 605 Katholiken. Seit dem Ende des 19. Jahrhunderts wird der  Ortsname Zdechovice verwendet. 1901 brannten sechs Häuser und die untere Mühle (Pilský mlýn) ab. Die Mühle am Pazderný rybník wurde zu Beginn des 20. Jahrhunderts abgebrochen und an ihrer Stelle ein Sägewerk angelegt, das bis 1939 in Betrieb stand. Der nach dem Ersten Weltkrieg am Strážník angelegte Granitsteinbruch führte zur Ansiedlung von Steinbrechern und Schmieden. Ende 1926 war das Dorf teilweise elektrifiziert. 1930 wurde im Steinbruch am Strážník mit der Herstellung von Pflastersteinen begonnen, die 1938 auch zur Pflasterung der Staatsstraße verwendet wurden. In den 1930er entwickelte sich Zdechovice zu einer Sommerfrische, zu den Gästen gehörten u. a. Jan Masaryk und der Tenor Oldřich Kovář.
Nach dem Ende des Zweiten Weltkrieges wurde das Schloss auf der Grundlage der Beneš-Dekrete konfisziert, ab 1953 diente es als Kaserne der Tschechoslowakischen Armee.
1949 wurde Zdechovice dem Okres Přelouč zugeordnet. Dieser wurde im Zuge der Gebietsreform von 1960 aufgehoben, seitdem gehört die Gemeinde zum Okres Pardubice. An der Straße nach Řečany entstand 1959 eine Finnenhaussiedlung für Offiziere, die 1963 im drei gemauerte Wohnhäuser erweitert wurde. 1961 wurden Morašice und Spytovice eingemeindet. 1964 erfolgte die Umgemeindung von Zbraněves, das bis dahin zu Horušice gehört hatte. Nach der Niederschlagung des Prager Frühlings besetzte die Rote Armee 1968 das Schloss. Im Jahr darauf legten die Sowjets im Schlosspark einen Fuhrpark an und errichteten zwischen Zdechovice und Zbraněves ein Autodrom. Die Offizierssiedlung wurde in den 1970er Jahren um zwei Plattenbauten erweitert; das 1971 errichtete russische Haus vom Typ Moskau entstand für niedere Dienstgrade, im 1976 erbauten tschechischen Haus vom Typ T06 B wohnen die höheren Offiziere. Die zweiklassige Schule wurde 1981 geschlossen. Am 21. August 1990 zog die Rote Armee aus Zdechovice ab. Mit dem Institut für wissenschaftlich-technische Information für die Landwirtschaft (ÚVTIZ) in Prag wurde am 27. August 1990 die Errichtung eines Museums für große Landtechnik vereinbart. Die Wohnungen im tschechischen Haus wurden im selben Jahre an Tschechen vermietet. Im selben Jahre löste sich Morašice wieder von Zdechovice los und bildete eine eigene Gemeinde. Beim Zensus von 1991 lebten in den 139 Häusern der Gemeinde 513 Personen. Mit Beginn des Schuljahres 1991/92 wurde eine Grundschule eröffnet, in der Kinder der ersten bis vierten Klasse unterrichtet werden. Am 1. April 1992 wurde das Museum landwirtschaftlicher Großgeräte eröffnet. 1993 wurden in der Offizierssiedlung 64 wolhynientschechische Repatrianten angesiedelt. Seit 2002 führt die Gemeinde ein Wappen und Banner. Das letzte Gebäude auf dem 11,7 ha großen Truppenübungsplatz wurde 2012 abgerissen.

## Gemeindegliederung
Die Gemeinde Zdechovice besteht aus den Ortsteilen Spytovice (Spittowitz), Zbraněves
(Sbraniewes) und Zdechovice  (Sdechowitz). Grundsiedlungseinheiten sind Spytovice und Zdechovice. Zu Zdechovice gehören außerdem der Weiler Stará Pila sowie die Einschichten Katovna, Mazánkova Hájenka und Pazderný Mlýn.
Das Gemeindegebiet gliedert sich in die Katastralbezirke Spytovice und Zdechovice.

## Sehenswürdigkeiten
- Schloss Zdechovice, erbaut 1803 für Karl Fürst von Paar. Der Schlosspark wurde 1819 für seinen gleichnamigen Sohn angelegt.
- Kirche St. Peter und Paul, ihre barocke Gestalt erhielt sie 1716 unter Leopold Wieschnik von Wieschnik
- Beinhaus mit allegorischen Malereien, errichtet 1742
- Pfarrhaus, der eingeschossige Bau mit dreieckigem Volutengiebel entstand in der ersten Hälfte des 19. Jahrhunderts
- Mariensäule vor dem Schloss, sie entstand zu Beginn des 18. Jahrhunderts
- Statue des hl. Johannes von Nepomuk, geschaffen 1733
- Bauernhof Nr. 15 mit Hoftor im Empirestil, errichtet in der ersten Hälfte des 19. Jahrhunderts
- Denkmal für die Gefallenen des Ersten Weltkrieges, enthüllt 1925
- Felsen Obří postele, Čertova jarmara, Gabrový výchoz und Soudní skála im Süden der Gemarkung. Dort befindet sich auch im Wald verborgen Peters Fußtritt (Petrova šlápota), eine flache Felserhebung mit einem Eindruck eines rechten menschlichen Fußes.

## Persönlichkeiten

### Söhne und Töchter der Gemeinde
- Karl Graf von Kielmansegg (1871–1953), k.u.k. Konsul
- Hannah von Mettal (1884–1966), Übersetzerin

### Im Ort lebten und wirkten
- Otto Mettal (1848–1921), Politiker